# Caralluma mouretii
Caralluma mouretii là một loài thực vật có hoa trong họ La bố ma. Loài này được A.Chev. mô tả khoa học đầu tiên năm 1934.